# Digit (Spiel)
Digit ist ein Karten- und Legespiel für zwei bis vier Spieler ab acht Jahren, das von Gerhard Kodys ersonnen und 1987 von Piatnik als Piatnik-Spiel Nr. 6105 veröffentlicht wurde. Auf Englisch erschien das Spiel als Pick-it bei Discovery Toys. Piatnik brachte das Spiel Ende der 1990er als Stix auf Englisch und Französisch heraus.
Das Regelheft beschreibt vier Spielvarianten, von denen hier vorerst zwei herausgegriffen werden: In einer einfacheren Variante werden mit Hölzchen die auf den Spielkarten dargestellten Figuren gelegt.
Eine kompliziertere Variante sieht vor, dass die Spieler reihum durch Umlegen eines einzigen Stäbchens eine Figur (bzw. eine gespiegelte/gedrehte Variante) legen, die sie selbst in den Karten haben. Die entsprechende Karte darf abgelegt werden, wenn dies gelingt. Andernfalls muss der Spieler eine Karte vom Stapel ziehen.
Auf den vorhandenen 55 Karten sind alle zusammenhängenden Figuren dargestellt, die sich aus fünf Stäbchen unter Einhaltung eines rechtwinkeligen Rasters legen lassen. Alle Karten sind insofern einzigartig, als keine Karten von gespiegelte und/oder gedrehte Varianten der Figuren ausgeführt sind. Die „kleineren“ Figuren kann man sich vorstellen wie Zeichen auf einer Digitalanzeige (zum Beispiel 3, d, H, U). „Größere“ Figuren erstrecken sich naheliegender Weise über größere Strecken, z. B. wenn alle fünf Stäbchen in einer Reihe liegen.